# Saint-Jean-de-Marcel

Saint-Jean-de-Marcel este o comună în departamentul Tarn din sudul Franței. În 2009 avea o populație de 351 de locuitori.

## Evoluția populației
| An        | 1975 | 1982 | 1990 | 1999 | 2006 | 2009 |
| --------- | ---- | ---- | ---- | ---- | ---- | ---- |
| Populație | 412  | 371  | 361  | 328  | 317  | 351  |